# بول ولفويتس
بول ولفويتس أو بول ولفويتز (بالإنجليزية: Paul Wolfowitz، بروكلين نيويورك 22 ديسمبر 1943) رئيس البنك الدولي منذ 1 يونيو 2005م. قدم استقالته من البنك الدولي 17 مايو 2007 على إثر فضيحة إدارية، وتسري هذه الاستقالة من تاريخ 30 يونيو 2007. قبل عمله في البنك الدولي كان يحتل منصب مساعد وزير الدفاع الأمريكي، ويعتبر ولفويتس المهندس الأول لحرب العراق التي اندلعت عام 2003.

## نشأته
ولد ولفويتز في بروكلين بنيويورك لأسرة يهودية بولندية مهاجرة. نشأ في مدينة إثاكا في نيويورك. كان والده جيكوب ولفويتس يعمل أستاذاً للرياضيات بجامعة كورنل. وقد عمل والده محاضراً جامعياً لبعض الوقت في إسرائيل حيث قضى بول هناك عاماً واحداً.
حصل عام 1965 على درجة بكالوريوس في الرياضيات والكيمياء من جامعة كورنل، وتوجه إلى مجال السياسة أثناء دراسته في جامعة شيكاغو ثم قام بالتدريس في قسم العلوم السياسية في جامعة ييل. حصل عام 1972 على درجة الدكتوراه عن أطروحته حول « مخاطر الانتشار النووي في منطقة الشرق الأوسط ». وقد برزت الكثير من أفكاره الواردة في أطروحته تلك على تحليلاته للعراق.

## عمله السياسي
شغل أول منصب في الإدارة في 1973 كما مارس تدريس العلوم السياسية خلال فترة توليه منصبين سياسيين، وخصوصاً في جامعتي ييل وجون هوبكنز المرموقتين. عمل في وزارتي الدفاع والخارجية، كما تم تعيينه سفيراً لدى إندونيسيا العام 1986، إذ اكتشف الإسلام المعتدل وأعلن انفتاحه على الحوار سياسياً وثقافياً مع الحضارة الإسلامية، وعلى الرغم من هذا فإن البعض يشيرون إليه كمتهم رئيس لما آلت إليه الأوضاع في العراق وكون مئات الآلاف من الضحايا الذين سقطوا هم بالفعل مسلمون.
يعتبر ولفوفيتز منّظراً نموذجيا للسياسة الخارجية الاميركية وهو يؤمن بأن لدى بلاده مهمة جليلة تقضي بنشر الديمقراطية والحريات في العالم على الطريقة الأمريكية. كان مسئولاً عن الشرق الأقصى في وزارة الخارجية، إذ تشير نبذة عن حياته إلى قيامه بتنسيق السياسة الاميركية تجاه الفلبين مؤيداً انتقالاً هادئاً للسلطة فور الانتهاء من دكتاتورية فرديناند ماركوس. وتولى منصب مساعد وزير الدفاع دونالد رامسفيلد، تسيير أمور أضخم موازنة في الإدارة الاميركية يعمل فيها 3.1 ملايين عسكري و700 الف مدني. ووافق مجلس الشيوخ بالإجماع على تعيينه في هذا المنصب العام 2001.
يقيم ولفويتز علاقات قوية مع إسرائيل، إذ تبدي الأوساط اليمينية تقديراً خاصاً له لكن الصحف الأميركية تؤكد أن دعمه للدولة العبرية يبقى بشكل مشروط.

## نجاته من الموت
نجا ولفويتز الذي دعم حرب العراق من هجوم بالصواريخ استهدف فندق الرشيد في بغداد التي قام بزيارتها بعد ستة أشهر من الإطاحة بنظام صدام حسين في أكتوبر 2003.

## وصلات خارجية
- بول ولفويتس على موقع الموسوعة البريطانية (الإنجليزية)
- بول ولفويتس على موقع مونزينجر (الألمانية)
- بول ولفويتس على موقع إن إن دي بي (الإنجليزية)

بول بول وولفويتز يشرح خارطة الطريق للعراق المستقل